# Atletiek op de Paralympische Zomerspelen 1992
De IXe Paralympische Spelen werden in 1992 gehouden in het Spaanse Barcelona, waar dat jaar ook de Olympische Spelen werden gehouden. Dit was de laatste keer dat de Zomer- en de Winterspelen in hetzelfde jaar werden gehouden. Atletiek was een van de 16 sporten die werden beoefend tijdens deze Paralympische Spelen.

## Disciplines
Er stonden bij de atletiek 11 disciplines op het programma.
- Estafette
- Hardlopen
- Kegelwerpen
- Discuswerpen

- Hoogspringen
- Speerwerpen
- Verspringen
- Marathon

- Vijfkamp
- Kogelstoten
- Hink-stap-springen

## Mannen

### Estafette
| Rank | Land             | Tijd  |
| ---- | ---------------- | ----- |
| 1    | Verenigde Staten | 50.85 |
| 2    | Spanje           | 53.02 |
| 3    | Portugal         | 53.39 |

| Rank | Land             | Tijd  |
| ---- | ---------------- | ----- |
| 1    | Australië        | 45.95 |
| 2    | Verenigde Staten | 45.97 |
| 3    | Oostenrijk       | 48.69 |

| Rank | Land             | Tijd    |
| ---- | ---------------- | ------- |
| 1    | Verenigde Staten | 1:10.92 |
| 2    | Australië        | 1:13.22 |
| 3    | Zwitserland      | 1:17.23 |

| Rank | Land        | Tijd  |
| ---- | ----------- | ----- |
| 1    | Duitsland   | 55.63 |
| 2    | Canada      | 56.19 |
| 3    | Zwitserland | 56.45 |

| Rank | Land             | Tijd    |
| ---- | ---------------- | ------- |
| 1    | Verenigde Staten | 4:35.86 |
| 2    | Zwitserland      | 4:50.16 |
| 3    | Australië        | 4:54.88 |

| Rank | Land             | Tijd    |
| ---- | ---------------- | ------- |
| 1    | Verenigde Staten | 3:18.75 |
| 2    | Canada           | 3:26.85 |
| 3    | Duitsland        | 3:26.94 |

### Hardlopen

#### 100 m
| Klasse | tijd  | land | Goud               | land | Zilver         | land | Brons                 |
| ------ | ----- | ---- | ------------------ | ---- | -------------- | ---- | --------------------- |
| B1     | 11.83 | GOS  | Sergei Sevastianov | ESP  | Julio Requena  | ESP  | Jose Manuel Rodriguez |
| B2     | 11.26 | ESP  | Marcelino Paz      | CUB  | Omar Turro     | POL  | Miroslaw Pych         |
| B3     | 11.31 | ITA  | Aldo Manganaro     | GER  | Uwe Mehlmann   | CUB  | Enrique Cepeda        |
| C3-4   | 16.67 | USA  | David Larson       | USA  | Ross Davis     | CAN  | Joe Zuppanic          |
| C5     | 13.95 | CAN  | Larry Banks        | GBR  | Paul Hughes    | AUS  | Jaime Romaguera       |
| C6     | 13.16 | USA  | Freeman Register   | KOR  | Du Chun Kim    | USA  | Eric Stenback         |
| C7     | 12.22 | GER  | Peter Haber        | KOR  | Sung Kook Kang | HKG  | Yiu Cheung            |
| TS1    | 12.23 | USA  | Joe Gaetani        | SUI  | Lukas Christen | GER  | Gunther Belitz        |
| TS2    | 11.63 | USA  | Tony Volpentest    | USA  | Dennis Oehler  | AUS  | Neil Fuller           |
| TS4    | 10.72 | NGR  | Adeoye Ajibola     | GBR  | Nigel Coultas  | ISL  | Geir Sverrisson       |
| TW1    | 23.16 | USA  | Bart Dodson        | GER  | Hans Lubbering | SUI  | Giuseppe Forni        |
| TW2    | 18.24 | USA  | Paul Nitz          | CAN  | Andre Beaudoin | USA  | Bradley Ramage        |
| TW3    | 15.74 | GBR  | Andrew Hodge       | AUS  | John Lindsay   | GBR  | Chris Hallam          |
| TW4    | 14.67 | GBR  | Claude Issorat     | SWE  | Hakan Ericsson | GER  | Robert Figl           |

#### 200 m
| Klasse | tijd  | land | Goud             | land | Zilver            | land | Brons                |
| ------ | ----- | ---- | ---------------- | ---- | ----------------- | ---- | -------------------- |
| B1     | 24.10 | POR  | Carlos Conceicao | ESP  | Julio Requena     | AUS  | Darren Collins       |
| B2     | 23.28 | ESP  | Marcelino Paz    | GER  | Ingo Geffers      | CUB  | Omar Turro           |
| B3     | 23.06 | GER  | Uwe Mehlmann     | GER  | Aldo Manganaro    | USA  | Brian Pegram         |
| C3-4   | 31.60 | USA  | David Larson     | USA  | Ross Davis        | USA  | Christopher Ridgway  |
| C6     | 27.08 | KOR  | Du Chun Kim      | USA  | Eric Stenback     | USA  | Freeman Register     |
| C7     | 24.95 | GER  | Peter Haber      | KOR  | Sung Kook Kang    | ISL  | Haukur Gunnarsson    |
| C8     | 24.18 | CAN  | Frank Bruno      | KOR  | Hoon Son          | ESP  | Jose Manuel Gonzalez |
| TS1    | 24.82 | USA  | Joe Gaetani      | SUI  | Lukas Christen    | USA  | Todd Schaffhauser    |
| TS2    | 23.07 | USA  | Tony Volpentest  | AUS  | Neil Fuller       | USA  | Dennis Oehler        |
| TS3    | 24.18 | POL  | Jerzy Szlezak    | RSA  | Pieter Badenhorst | POL  | Jaroslaw Wisniewski  |
| TS4    | 21.83 | NGR  | Adeoye Ajibola   | GBR  | Nigel Coultas     | RSA  | Neil Louw            |
| TW1    | 43.63 | USA  | Bart Dodson      | SUI  | Giuseppe Forni    | GER  | Hans Lubbering       |
| TW2    | 32.25 | USA  | Shawn Meredith   | CAN  | Richard Reelie    | CAN  | Andre Beaudoin       |
| TW3    | 27.45 | AUS  | John Lindsay     | CAN  | Marc Quessy       | CAN  | Luke Gingras         |
| TW4    | 26.29 | GBR  | Claude Issorat   | SWE  | Hakan Ericsson    | GER  | Robert Figl          |

#### 400 m
| Klasse | tijd    | land | Goud              | land | Zilver               | land | Brons                |
| ------ | ------- | ---- | ----------------- | ---- | -------------------- | ---- | -------------------- |
| B1     | 52.60   | POR  | Carlos Conceicao  | CUB  | Oscar Pupo           | AUS  | Darren Collins       |
| B2     | 50.29   | CUB  | Omar Turro        | ESP  | Jose Antonio Sanchez | GER  | Ingo Geffers         |
| B3     | 49.76   | GOS  | Oleg Chepel       | USA  | Brian Pegram         | FRA  | Christophe Carayon   |
| C3-4   | 58.22   | USA  | David Larson      | USA  | Ross Davis           | USA  | Christopher Ridgway  |
| C6     | 1:01.05 | KOR  | Du Chun Kim       | USA  | Michael Lagasse      | USA  | Eric Stenback        |
| C7     | 56.33   | GER  | Peter Haber       | KOR  | Sung Kook Kang       | EGY  | Ahmed Hassan Mahmoud |
| C8     | 55.14   | CAN  | Frank Bruno       | ESP  | Javier Salmeron      | ESP  | Jose Manuel Gonzalez |
| TS2    | 58.85   | USA  | Joseph LeMar      | AUS  | Neil Fuller          | GBR  | Stuart Braye         |
| TS3    | 55.17   | RSA  | Pieter Badenhorst | POL  | Jerzy Szlezak        | CAN  | Jeff Tiessen         |
| TS4    | 49.78   | FRA  | Patrice Gerges    | GBR  | Nigel Coultas        | RSA  | Neil Louw            |
| TW1    | 1:20.99 | USA  | Bart Dodson       | GER  | Hans Lubbering       | SUI  | Rainer Küschall      |
| TW2    | 1:01.35 | CAN  | Richard Reelie    | NED  | Theo Duyvestijn      | USA  | Bradley Ramage       |
| TW3    | 51.93   | GER  | Markus Pilz       | CAN  | Marc Quessy          | AUS  | John Lindsay         |
| TW4    | 49.86   | USA  | Michael Noe       | FRA  | Claude Issorat       | SWE  | Hakan Ericsson       |

#### 800 m
| Klasse | tijd    | land | Goud               | land | Zilver               | land | Brons                   |
| ------ | ------- | ---- | ------------------ | ---- | -------------------- | ---- | ----------------------- |
| B1     | 2:04.67 | CUB  | Oscar Pupo         | GBR  | Robert Matthews      | POR  | Paulo de Almeida Coelho |
| B2     | 1:56.11 | POL  | Waldemar Kikolski  | ESP  | Jose Antonio Sanchez | GBR  | Noel Thatcher           |
| B3     | 1:54.79 | FRA  | Christophe Carayon | PAN  | Said Gomez           | AUS  | Sam Rickard             |
| C3-4   | 1:55.90 | USA  | David Larson       | USA  | Ross Davis           | USA  | Christopher Ridgway     |
| C7-8   | 2:10.87 | POL  | Andrzej Wrobel     | FIN  | Heikki Lehikoinen    | GBR  | John Nethercott         |
| TS4    | 1:55.98 | ESP  | Javier Conde       | FRA  | Patrice Gerges       | GOS  | Sergey Silchenco        |
| TW1    | 2:45.78 | USA  | Bart Dodson        | SUI  | Rainer Küschall      | ITA  | Alvise de Vidi          |
| TW2    | 2:06.28 | CAN  | Richard Reelie     | GER  | Johann Kastner       | CAN  | Clayton Gerein          |
| TW3    | 1:44.83 | SUI  | Heinz Frei         | SUI  | Jean-Marc Berset     | CAN  | Luke Gingras            |
| TW4    | 1:40.63 | USA  | Scot Hollonbeck    | CAN  | Jeffrey Adams        | USA  | Cisco Jeter             |

#### 1500 m
| Klasse | tijd    | land | Goud                    | land | Zilver            | land | Brons                |
| ------ | ------- | ---- | ----------------------- | ---- | ----------------- | ---- | -------------------- |
| B1     | 4:17.82 | POR  | Paulo de Almeida Coelho | NOR  | Terje Loevaas     | GBR  | Robert Matthews      |
| B2     | 3:56.33 | GBR  | Noel Thatcher           | POL  | Waldemar Kikolski | ESP  | Jose Antonio Sanchez |
| B3     | 4:02.24 | FRA  | Christophe Carayon      | PAN  | Said Gomez        | GBR  | Anthony Hamilton     |
| C7-8   | 4:30.15 | GBR  | John Nethercott         | FIN  | Heikki Lehikoinen | POL  | Andrzej Wrobel       |
| TS4    | 3:58.53 | ESP  | Javier Conde            | GOS  | Sergey Silchenco  | CHN  | Yan Jian Wu          |
| TW1    | 5:13.69 | USA  | Bart Dodson             | SUI  | Rainer Küschall   | SUI  | Giuseppe Forni       |
| TW2    | 4:06.07 | NED  | Theo Duyvestijn         | CAN  | Richard Reelie    | CAN  | Clayton Gerein       |
| TW3-4  | 3:17.56 | USA  | Michael Noe             | USA  | Scot Hollonbeck   | ITA  | Marco Re Calegari    |

#### 5000 m
| Klasse | tijd     | land | Goud            | land | Zilver                  | land | Brons                 |
| ------ | -------- | ---- | --------------- | ---- | ----------------------- | ---- | --------------------- |
| B1     | 16:07.65 | GBR  | Robert Matthews | POR  | Paulo de Almeida Coelho | NOR  | Terje Loevaas         |
| B2     | 15:07.16 | ESP  | Mariano Ruiz    | POL  | Waldemar Kikolski       | FRA  | Michel Pavon          |
| B3     | 15:06.17 | PAN  | Said Gomez      | GBR  | Mark Farnell            | FIN  | Jari Gusev            |
| C5>8   | 17:20.96 | BEL  | Benny Govaerts  | CAN  | David Howe              | FIN  | Heikki Lehikoinen     |
| TS4    | 14:45.52 | ESP  | Javier Conde    | CHN  | Yan Jian Wu             | ESP  | Angel Marin           |
| TW1    | 17:40.02 | USA  | Bart Dodson     | SUI  | Rainer Küschall         | GER  | Heinrich Koeberle     |
| TW2    | 13:41.03 | CAN  | Clayton Gerein  | GER  | Johann Kastner          | AUT  | Christoph Etzlstorfer |
| TW3-4  | 11:10.41 | SUI  | Heinz Frei      | GER  | Markus Pilz             | ITA  | Enzo Masiello         |

#### 10.000 m
| Klasse | tijd     | land | Goud         | land | Zilver              | land | Brons            |
| ------ | -------- | ---- | ------------ | ---- | ------------------- | ---- | ---------------- |
| TS4    | 30:15.35 | ESP  | Javier Conde | ESP  | Angel Marin         | GOS  | Sergey Silchenco |
| TW3-4  | 22:53.26 | CAN  | Andre Viger  | NED  | Carel Egbert La Lau | GER  | Markus Pilz      |

### Kegelwerpen
| Klasse | Afstand | land | Goud         | land | Zilver        | land | Brons            |
| ------ | ------- | ---- | ------------ | ---- | ------------- | ---- | ---------------- |
| C6     | 51.58   | KOR  | Dae Kwan Kim | GBR  | Keith Gardner | BRA  | S. da Costa Neto |

### Discuswerpen
| Klasse | Afstand | land | Goud             | land | Zilver                  | land | Brons             |
| ------ | ------- | ---- | ---------------- | ---- | ----------------------- | ---- | ----------------- |
| B1     | 35.02   | ESP  | Alfonso Fidalgo  | GER  | Siegmund Turteltaube    | USA  | Richard Ruffalo   |
| B2     | 40.82   | GOS  | Sergei Khodakov  | BUL  | Gueorgui Sakelarov      | VEN  | Yolmer Urdaneta   |
| B3     | 45.94   | AUS  | Russell Short    | CAN  | France Gagne            | HUN  | Attila Pazinczar  |
| C5     | 34.26   | NED  | Willem Noorduin  | USA  | Denton Johnson          | USA  | Thomas Becke      |
| C7     | 37.34   | SLO  | Franjo Izlakar   | AUT  | Anton Scheiber          | IRI  | Hossein Bargh     |
| THS2   | 40.84   | GER  | Horst Beyer      | AUS  | John Eden               | GER  | Roberto Simonazzi |
| THS3   | 44.42   | SUI  | Urs Kolly        | EGY  | Said Afifi              | IRQ  | Ahmed E. Khalaf   |
| THS4   | 46.72   | POL  | Jerzy Dabrowski  | AUT  | Harald Roth             | TCH  | Dusan Leipert     |
| THW2-3 | 15.52   | SUI  | Heinz Jakob      | USA  | Gabriel Diaz de Leon    | BRN  | Khaled Al Saqer   |
| THW4   | 27.28   | RSA  | Leon Labuschagne | AUS  | Bruce Wallrodt          | GER  | Hubertus Brauner  |
| THW5   | 35.54   | CAN  | Jacques Martin   | GBR  | Terence Hopkins         | USA  | Arnold Astrada    |
| THW6   | 36.20   | EGY  | Ahmed Elsayed    | AUS  | Terry Giddy             | GBR  | Kevan Baker       |
| THW7   | 34.64   | EGY  | Hany Mohamed     | EGY  | Mohamed Abdulla Mohamed | ITA  | Maurizio Nalin    |

### Hoogspringen
| Klasse | Hoogte | land | Goud            | land | Zilver             | land | Brons           |
| ------ | ------ | ---- | --------------- | ---- | ------------------ | ---- | --------------- |
| B2     | 1.86   | ESP  | Alejo Velez     | ESP  | Juan Carlos Prieto | MAS  | Mohamad Othman  |
| B3     | 1.98   | USA  | Jonathan Orcutt | USA  | Enest Bliey        | GER  | Olaf Mehlmann   |
| J1     | 1.80   | CAN  | Arnold Boldt    | SUI  | Hans Santschi      | AUT  | Andreas Siegl   |
| J2     | 1.79   | CHN  | Ti Zhao         | ITA  | Alessandro Kuris   | AUS  | Michael Hackett |
| J4     | 1.92   | CHN  | Zhao Xue        | CHN  | Shao Yang          | USA  | Dana Jaster     |

### Speerwerpen
| Klasse | Afstand | land | Goud                 | land | Zilver             | land | Brons                 |
| ------ | ------- | ---- | -------------------- | ---- | ------------------ | ---- | --------------------- |
| B1     | 44.78   | ESP  | Mendoza, Jorge       | USA  | Richard Ruffalo    | JPN  | Mineho Ozaki          |
| B2     | 53.08   | GER  | Siegmund Hegeholz    | GOS  | Sergei Khodakov    | POL  | Andrzej Godlewski     |
| B3     | 49.02   | JPN  | Haruo Takeuchi       | CAN  | Jason Delesalle    | AUS  | Russell Short         |
| C5     | 42.92   | GBR  | Paul Williams        | GBR  | Shane Grenfell     | USA  | Thomas Becke          |
| C6     | 30.64   | KOR  | Yuon Bong Choi       | KUW  | Fahed Al-Mutairi   | KOR  | Dae Kwan Kim          |
| C7     | 41.94   | FIN  | Antti Makinen        | KOR  | Do Hyung Han       | GBR  | Kenneth Churchill     |
| THS2   | 48.30   | EGY  | Ahmed Mohamed        | GER  | Joerg Frischmann   | GER  | Hubert Burschgens     |
| THS3   | 52.26   | CHN  | Chang Ting Sun       | AUS  | Tony Head          | GER  | Dirk Mimberg          |
| THS4   | 51.20   | AUT  | Harald Roth          | POL  | Jerzy Dabrowski    | THA  | Boochit Aungkulanavin |
| THW2   | 12.62   | ARG  | Horacio Bascioni     | USA  | Douglas Heir       | CAN  | Hal Merrill           |
| THW3   | 13.82   | USA  | Gabriel Diaz de Leon | GRE  | Christos Agourakis | GOS  | Vladimir Potapenko    |
| THW4   | 25.56   | AUS  | Bruce Wallrodt       | IRI  | Avaz Azmoodeh      | TCH  | Stefan Bogdan         |
| THW5   | 28.56   | FIN  | Mikael Saleva        | CAN  | Jacques Martin     | CUB  | Gustavo Ariosa        |
| THW6   | 29.72   | RSA  | Derrick Hyman        | GBR  | Ian Hayden         | JAM  | Jefferson Davis       |
| THW7   | 38.96   | KUW  | Aly Mohamed          | EGY  | Mohamed Said       | GBR  | David Plowright       |

### Verspringen
| Klasse | Afstand | land | Goud           | land | Zilver              | land | Brons          |
| ------ | ------- | ---- | -------------- | ---- | ------------------- | ---- | -------------- |
| B1     | 6.37    | JPN  | Mineho Ozaki   | KOR  | Yean Kil Jung       | GBR  | Robert Latham  |
| B2     | 6.57    | CHN  | Wentao Huang   | ESP  | Juan Viedma         | JPN  | Koichi Takada  |
| B3     | 6.78    | USA  | Enest Bliey    | BEL  | Kurt Van Raefelghem | GER  | Uwe Mehlmann   |
| C7-8   | 5.78    | AUS  | Darren Thrupp  | GER  | Peter Haber         | KOR  | Hoon Son       |
| J1     | 4.82    | GER  | Gunther Belitz | USA  | Al Mead             | AUT  | Andreas Siegl  |
| J2     | 5.58    | AUS  | Dennis Oehler  | AUS  | Karl Feifar         | USA  | Matthew Bulow  |
| J4     | 6.66    | ESP  | Ruben Alvarez  | GRE  | Georgios Toptsis    | FRA  | Patrice Gerges |

### Marathon
| Klasse | Tijd    | land | Goud              | land | Zilver                | land | Brons           |
| ------ | ------- | ---- | ----------------- | ---- | --------------------- | ---- | --------------- |
| B1     | 2:50:40 | ITA  | Carlo Durante     | NOR  | Tofiri Kibuuka        | CAN  | Steve Brooks    |
| B2     | 2:45:10 | GBR  | Stephen Brunt     | ESP  | Jose Ortiz            | POL  | Paul Collet     |
| B3     | 2:41:00 | GBR  | Mark Farnell      | TCH  | Anton Sluka           | FIN  | Timo Pulkkinen  |
| TW1    | 2:32:56 | GER  | Heinrich Koeberle | SUI  | Rainer Küschall       | SUI  | Giuseppe Forni  |
| TW2    | 2:02:24 | CAN  | Clayton Gerein    | AUT  | Christoph Etzlstorfer | AUS  | Greg Smith      |
| TW3-4  | 1:30:15 | SUI  | Heinz Frei        | FRA  | Claude Issorat        | RSA  | Jeddie Schabort |

### Vijfkamp
| Klasse | punten | land | Goud               | land | Zilver              | land | Brons            |
| ------ | ------ | ---- | ------------------ | ---- | ------------------- | ---- | ---------------- |
| B1     | 2562   | GOS  | Sergey Sevostianov | LTU  | Vytautas Girnius    | ESP  | Jorge Mendoza    |
| B2     | 3150   | POL  | Miroslaw Pych      | ESP  | Juan Antonio Prieto | TCH  | Frantisek Godri  |
| PS3    | 3793   | GER  | Roberto Simonazzi  | AUS  | Kerrod McGregor     | GER  | Detlef Eckert    |
| PS4    | 4092   | AUT  | Manfred Hartl      | USA  | Dennis Oehler       | USA  | Thomas Bourgeois |
| PW3-4  | 4345   | TCH  | Vojtech Vasicek    | ESP  | Jose Abal           | USA  | Kevin Saunders   |

### Kogelstoten
| Klasse | Afstand | land | Goud               | land | Zilver             | land | Brons              |
| ------ | ------- | ---- | ------------------ | ---- | ------------------ | ---- | ------------------ |
| B1     | 11.57   | ESP  | Alfonso Fidalgo    | ESP  | Andres Martinez    | USA  | James Mastro       |
| B2     | 13.35   | BUL  | Gueorgui Sakelarov | GOS  | Sergei Khodakov    | AUT  | Karl Mayr          |
| B3     | 13.81   | AUS  | Russell Short      | GBR  | Jonathan Ward      | FIN  | Jorma Laitinen     |
| C3-4   | 7.68    | GBR  | Michael Walker     | FRA  | Antoine Delaune    | USA  | Eric Owens         |
| C5     | 11.99   | NED  | Willem Noorduin    | USA  | Thomas Becke       | USA  | Denton Johnson     |
| C6     | 12.89   | BEL  | Alex Hermans       | IRI  | Hossein Bargh      | KOR  | Dae Kwan Kim       |
| C7     |         | SLO  | Franjo Izlakar     | CAN  | Rick Gronman       | AUT  | Anton Scheiber     |
| THS2   | 13.07   | GER  | Joerg Frischmann   | GER  | Detlef Eckert      | GOS  | Victor Khilmonchik |
| THS3   | 13.38   | CHN  | Zhen Yu Yao        | USA  | Jim McElhiney      | GER  | Dirk Mimberg       |
| THS4   | 14.14   | POL  | Jerzy Dabrowski    | EGY  | Aymen Ibrahim      | GER  | Max Bergbauer      |
| THW2   | 6.95    | USA  | Douglas Heir       | ARG  | Horacio Bascioni   | CAN  | Hal Merrill        |
| THW3   | 6.50    | SUI  | Heinz Jakob        | GOS  | Vladimir Potapenko | GRE  | Christos Agourakis |
| THW4   | 9.03    | BRA  | Luiz Pereira       | AUS  | Bruce Wallrodt     | GER  | Hubertus Brauner   |
| THW5   | 11.04   | GBR  | Terence Hopkins    | USA  | Arnold Astrada     | CAN  | Jacques Martin     |
| THW6   | 10.80   | USA  | Terry Pickinpaugh  | GBR  | Ian Hayden         | AUS  | Terry Giddy        |
| THW7   | 10.61   | EGY  | Hany Mohamed       | KUW  | Aly Mohamed        | GBR  | Ernest Guild       |

### Hink-stap-springen
| Klasse | Afstand | land | Goud                  | land | Zilver             | land | Brons           |
| ------ | ------- | ---- | --------------------- | ---- | ------------------ | ---- | --------------- |
| B1     | 12.96   | ESP  | Jose Manuel Rodriguez | GOS  | Sergei Sevastianov | GBR  | Robert Latham   |
| B2     | 13.63   | ESP  | Juan Viedma           | GOS  | Aleksei Lashmanov  | CHN  | Wentao Huang    |
| B3     | 14.56   | CUB  | Enrique Caballero     | BUL  | Donko Angelov      | GER  | Ulrich Striegel |
| J3-4   | 13.34   | CHN  | Shao Yang             | CHN  | Lin Qiu            | ESP  | Ruben Alvarez   |

## Vrouwen

### Estafette
| \| Rank \| Land \| Tijd \| \| ---- \| ------------------- \| ------- \| \| 1 \| Verenigde Staten \| 1:05.51 \| \| 2 \| Verenigd Koninkrijk \| 1:11.24 \| \| 3 \| Mexico \| 1:18.38 \| |                     |         |
| Rank | Land                | Tijd    |
| 1 | Verenigde Staten    | 1:05.51 |
| 2 | Verenigd Koninkrijk | 1:11.24 |
| 3 | Mexico              | 1:18.38 |

### Hardlopen

#### 100 m
| Klasse | tijd  | land | Goud                    | land | Zilver             | land | Brons             |
| ------ | ----- | ---- | ----------------------- | ---- | ------------------ | ---- | ----------------- |
| B1     | 13.04 | ESP  | Purificacion Santamarta | ESP  | Purificacion Ortiz | GBR  | Tracey Hinton     |
| B2     | 13.52 | BRA  | Adria Santos            | GOS  | Rimma Batalova     | ESP  | Beatriz Mendoza   |
| B3     | 12.56 | USA  | Marla Runyan            | GOS  | Olga Churkina      | GBR  | Sharon Bolton     |
| C5-6   | 16.35 | GBR  | Caroline Innes          | GER  | Cornelia Teubner   | KOR  | Myung Ja Kim      |
| C7-8   | 14.74 | AUS  | Alison Quinn            | GBR  | Esther Cruice      | JPN  | Maki Okada        |
| TS4    | 12.81 | GER  | Jessica Sachse          | EST  | Annely Ojastu      | GOS  | Irina Leontiouk   |
| TW2    | 22.58 | NZL  | Cristeena Smith         | FRA  | Florence Gossiaux  | MEX  | Leticia Torres    |
| TW3    | 17.55 | GBR  | Tanni Grey              | DEN  | Ingrid Lauridsen   | CAN  | Colette Bourgonje |
| TW4    | 17.37 | AUS  | Louise Sauvage          | SWE  | Monica Wetterstrom | SUI  | Daniela Jutzeler  |

#### 200 m
| Klasse | tijd  | land | Goud                    | land | Zilver             | land | Brons              |
| ------ | ----- | ---- | ----------------------- | ---- | ------------------ | ---- | ------------------ |
| B1     | 26.04 | ESP  | Purificacion Santamarta | GBR  | Tracey Hinton      | ESP  | Purificacion Ortiz |
| B2     | 26.96 | GOS  | Rimma Batalova          | AUS  | Marsha Green       | ESP  | Beatriz Mendoza    |
| B3     | 25.31 | USA  | Marla Runyan            | GOS  | Olga Churkina      | GBR  | Sharon Bolton      |
| C7-8   | 30.70 | AUS  | Alison Quinn            | GBR  | Esther Cruice      | JPN  | Maki Okada         |
| TS4    | 26.36 | GER  | Jessica Sachse          | GOS  | Ljubov Malakhova   | GOS  | Irina Leontiouk    |
| TW2    | 42.96 | USA  | Jean Waters             | CAN  | Kristine Harder    | MEX  | Leticia Torres     |
| TW3    | 31.19 | GBR  | Tanni Grey              | DEN  | Ingrid Lauridsen   | USA  | Patricia Durkin    |
| TW4    | 29.03 | AUS  | Louise Sauvage          | SWE  | Monica Wetterstrom | CAN  | Chantal Petitclerc |

#### 400 m
| Klasse | tijd    | land | Goud                    | land | Zilver           | land | Brons                |
| ------ | ------- | ---- | ----------------------- | ---- | ---------------- | ---- | -------------------- |
| B1     | 57.79   | ESP  | Purificacion Santamarta | GBR  | Tracey Hinton    | LTU  | S. Kriauciuniene     |
| B2     | 1:00.09 | GOS  | Rimma Batalova          | GER  | Claudia Meier    | AUS  | Marsha Green         |
| B3     | 55.87   | USA  | Marla Runyan            | GBR  | Sharon Bolton    | GOS  | Olga Churkina        |
| C7-8   | 1:09.92 | GBR  | Esther Cruice           | JPN  | Maki Okada       | IRL  | Alma Rock            |
| TW2    | 1:22.89 | CAN  | Kristine Harder         | USA  | Jean Waters      | MEX  | Leticia Torres       |
| TW3    | 59.58   | GBR  | Tanni Grey              | DEN  | Ingrid Lauridsen | ITA  | Francesca Porcellato |
| TW4    | 56.71   | AUS  | Louise Sauvage          | DEN  | Connie Hansen    | SWE  | Monica Wetterstrom   |

#### 800 m
| Klasse | tijd    | land | Goud                    | land | Zilver           | land | Brons              |
| ------ | ------- | ---- | ----------------------- | ---- | ---------------- | ---- | ------------------ |
| B1     | 2:19.07 | ESP  | Purificacion Santamarta | LTU  | S. Kriauciuniene | TCH  | Pavla Valnickova   |
| B2     | 2:17.43 | GOS  | Rimma Batalova          | GER  | Claudia Meier    | USA  | Pamela McGonigle   |
| TW2    | 2:49.26 | CAN  | Kristine Harder         | MEX  | Leticia Torres   | FRA  | Florence Gossiaux  |
| TW3    | 2:06.58 | GBR  | Tanni Grey              | DEN  | Ingrid Lauridsen | CAN  | Colette Bourgonje  |
| TW4    | 1:54.67 | DEN  | Connie Hansen           | AUS  | Louise Sauvage   | CAN  | Chantal Petitclerc |

#### 1500 m
| Klasse | tijd    | land | Goud             | land | Zilver             | land | Brons             |
| ------ | ------- | ---- | ---------------- | ---- | ------------------ | ---- | ----------------- |
| B1     | 5:08.03 | TCH  | Pavla Valnickova | LTU  | S. Kriauciuniene   | ESP  | Mayte Espinosa    |
| B2     | 4:47.86 | GOS  | Rimma Batalova   | GER  | Claudia Meier      | USA  | Pamela McGonigle  |
| TW2    | 2:49.26 | CAN  | Kristine Harder  | MEX  | Leticia Torres     | FRA  | Florence Gossiaux |
| TW3-4  | 3:45.23 | DEN  | Connie Hansen    | SWE  | Monica Wetterstrom | NED  | Jennette Jansen   |

#### 3000 m
| Klasse | tijd     | land | Goud             | land | Zilver           | land | Brons         |
| ------ | -------- | ---- | ---------------- | ---- | ---------------- | ---- | ------------- |
| B1     | 11:07.65 | TCH  | Pavla Valnickova | LTU  | S. Kriauciuniene | MEX  | Gaudelia Diaz |
| B2     | 10:40.21 | USA  | Pamela McGonigle | GER  | Claudia Meier    | LTU  | Danute Smidek |

#### 5000 m
| Klasse | tijd     | land | Goud          | land | Zilver          | land | Brons         |
| ------ | -------- | ---- | ------------- | ---- | --------------- | ---- | ------------- |
| TW3-4  | 12:41.94 | GER  | Lily Anggreny | NED  | Jennette Jansen | GER  | Barbara Maier |

#### 10.000 m
| Klasse | tijd     | land | Goud          | land | Zilver        | land | Brons    |
| ------ | -------- | ---- | ------------- | ---- | ------------- | ---- | -------- |
| TW3-4  | 25:05.12 | DEN  | Connie Hansen | GER  | Lily Anggreny | USA  | Ann Cody |

### Discuswerpen
| Klasse | Afstand | land | Goud                 | land | Zilver                 | land | Brons            |
| ------ | ------- | ---- | -------------------- | ---- | ---------------------- | ---- | ---------------- |
| B1     | 32.98   | CAN  | Ljiljana Ljubisic    | GER  | Martina Willing        | CHN  | Pei Zheng        |
| B2     | 33.58   | IPP  | Nada Vuksanovic      | AUS  | Jodi Willis            | NOR  | Mona Ullmann     |
| B3     | 39.44   | GOS  | Tamara Sivakova      | IRL  | Bridie Lynch           | GER  | Ilona Thomas     |
| C5>8   | 27.94   | CAN  | Joanne Bouw          | BEL  | Ann-Gael de Saint      | NED  | Renate Kuin      |
| THS2   | 25.96   | CHN  | Yu Kun Liu           | FRA  | Madeleine Deouwi       | MEX  | Araceli Castro   |
| THW4   | 19.22   | TCH  | Miloslava Behalova   | KUW  | Adelah Al-Romi         | USA  | Jackie Wulftange |
| THW5   | 24.38   | GER  | Marianne Buggenhagen | TCH  | Vera Jiraskova         | USA  | Laura Schwanger  |
| THW7   | 22.40   | BRA  | Suely Guimaraes      | USA  | Kathryne Lynne Carlton | JAM  | Sylvia Grant     |

### Speerwerpen
| Klasse | Afstand | land | Goud                 | land | Zilver           | land | Brons             |
| ------ | ------- | ---- | -------------------- | ---- | ---------------- | ---- | ----------------- |
| B1>3   | 38.62   | GER  | Martina Willing      | SWE  | Jenny Bergstrom  | NOR  | Mona Ullmann      |
| C5>8   | 27.60   | CAN  | Joanne Bouw          | POL  | Renata Chilewska | BEL  | Ann-Gael de Saint |
| THS2   | 28.02   | AUS  | Donna Smith          | FRA  | Madeleine Deouwi | MEX  | Araceli Castro    |
| THW5   | 19.58   | GER  | Marianne Buggenhagen | USA  | Laura Schwanger  | CRO  | Milka Milinkovic  |
| THW7   | 21.50   | KEN  | Mary Nakhumicha      | JAM  | Sylvia Grant     | KEN  | Rose Atieno Olang |

### Verspringen
| Klasse | Afstand | land | Goud               | land | Zilver        | land | Brons            |
| ------ | ------- | ---- | ------------------ | ---- | ------------- | ---- | ---------------- |
| B1     | 4.99    | ESP  | Purificacion Ortiz | GER  | Anette Burger | GER  | Kerstin Gaedicke |
| B2     | 5.16    | GOS  | Raisa Zhuravleva   | ESP  | Magdalena Amo | ESP  | Ana Lopez        |
| B3     | 5.47    | USA  | Marla Runyan       | CHN  | Jihong Zhao   | TCH  | Pavla Zemanova   |

### Marathon
| Klasse | Tijd    | land | Goud          | land | Zilver          | land | Brons         |
| ------ | ------- | ---- | ------------- | ---- | --------------- | ---- | ------------- |
| TW3-4  | 1:42:48 | DEN  | Connie Hansen | NED  | Jennette Jansen | GER  | Lily Anggreny |

### Vijfkamp
| Klasse | Punten | land | Goud                 | land | Zilver          | land | Brons              |
| ------ | ------ | ---- | -------------------- | ---- | --------------- | ---- | ------------------ |
| B3     | 2718   | GOS  | Raisa Zhuravleva     | IRL  | Bridie Lynch    | POL  | Barbara Kucharczyk |
| PW3-4  | 5697   | GER  | Marianne Buggenhagen | USA  | Laura Schwanger | LTU  | Malda Baumgarte    |

### Kogelstoten
| Klasse | Afstand | land | Goud                   | land | Zilver            | land | Brons              |
| ------ | ------- | ---- | ---------------------- | ---- | ----------------- | ---- | ------------------ |
| B1     | 10.59   | CHN  | Pei Zheng              | CAN  | Ljiljana Ljubisic | GER  | Martina Willing    |
| B2     | 11.16   | AUS  | Jodi Willis            | IPP  | Nada Vuksanovic   | NOR  | Mona Ullmann       |
| C5>8   | 9.97    | CAN  | Joanne Bouw            | BEL  | Ann-Gael de Saint | NED  | Renate Kuin        |
| THS2   | 8.50    | FRA  | Madeleine Deouwi       | AUS  | Donna Smith       | MEX  | Consuelo Rodriguez |
| THW5   | 8.20    | GER  | Marianne Buggenhagen   | USA  | Laura Schwanger   | SLO  | Dragica Lapornik   |
| THW7   | 6.31    | USA  | Kathryne Lynne Carlton | SUI  | Eva Burgunder     | GBR  | Ethel Elaine Ord   |

Atletiek · Bankdrukken · Basketbal · Boogschieten · Boccia · CP-voetbal · Gewichtheffen · Goalball · Judo · Schermen · Schietsport · Tafeltennis · Tennis · Volleybal · Wielersport · Zwemmen
Rome 1960 ·
Tokio 1964 ·
Tel Aviv 1968 ·
Heidelberg 1972 ·
Toronto 1976 ·
Arnhem 1980 ·
New York & Stoke Mandeville 1984 ·
Seoel 1988 ·
Barcelona 1992 ·
Atlanta 1996 ·
Sydney 2000 ·
Athene 2004 ·
Peking 2008 ·
Londen 2012 ·
Rio de Janeiro 2016 ·
Tokio 2020 ·
Parijs 2024 ·
Los Angeles 2028